# Syrer-Kloster

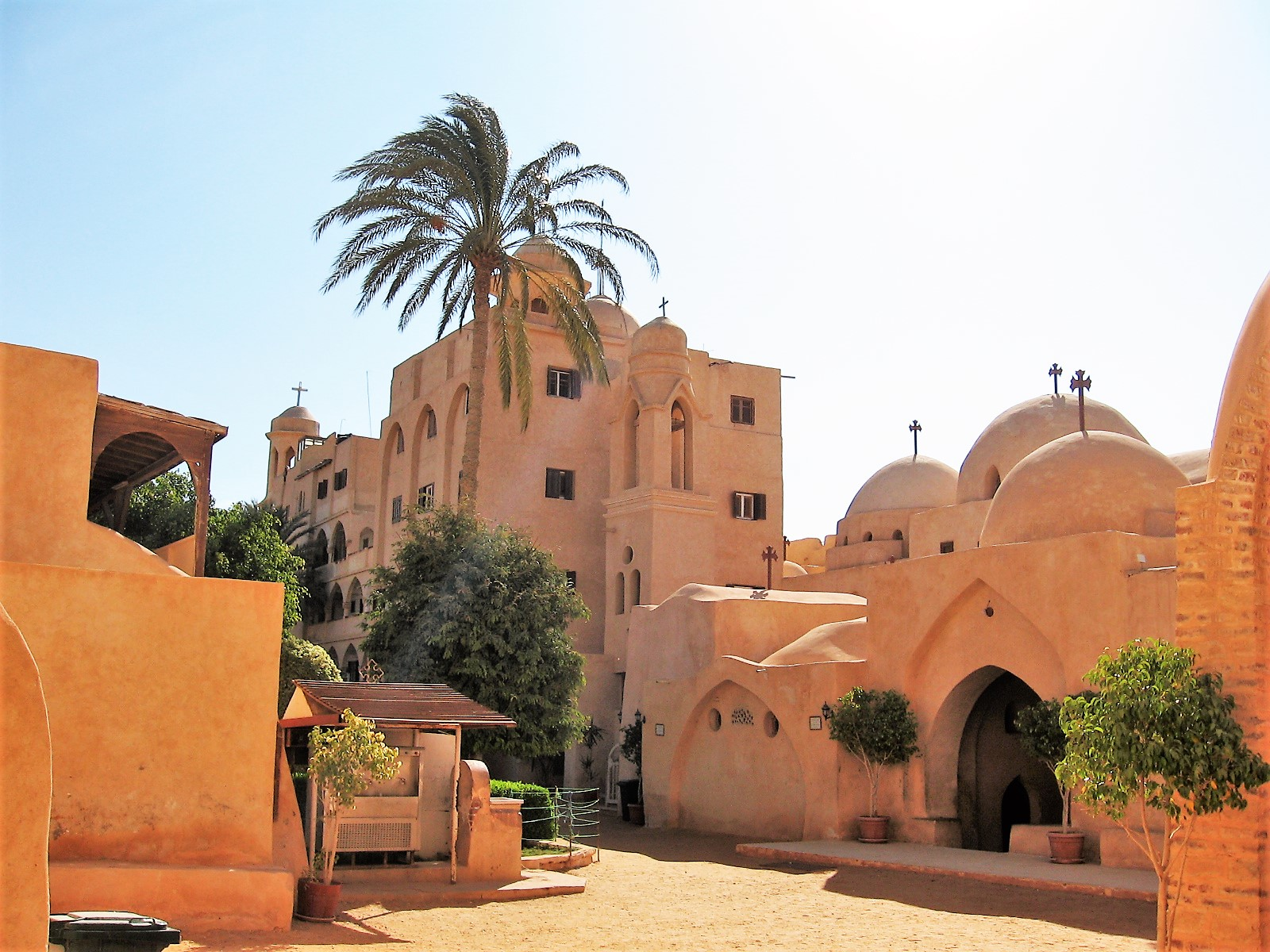
Syrisches Kloster

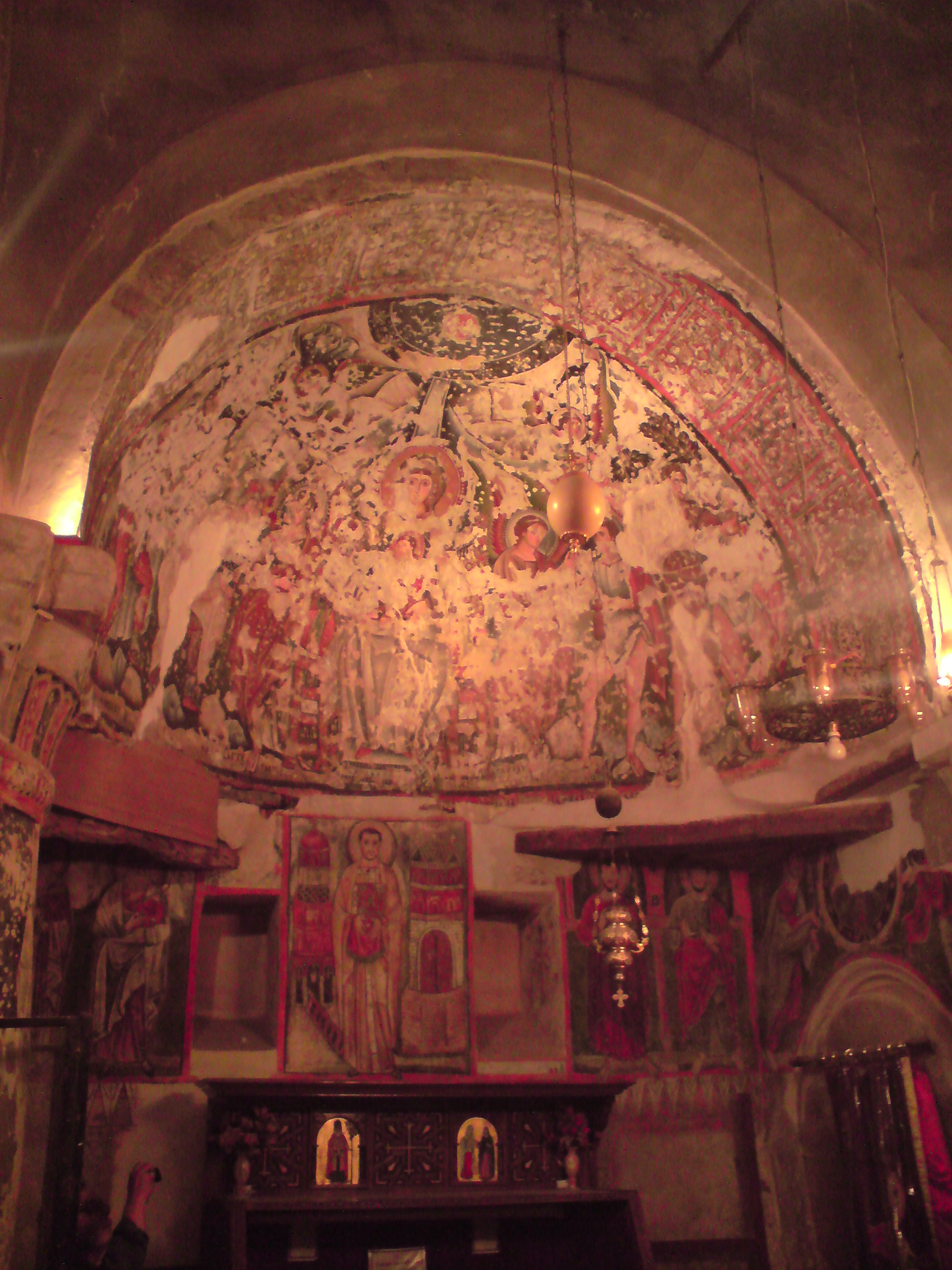
Fresken im Kloster

Das Syrer-Kloster (ägyptisch-arabisch Deir el-Surian, Deir el-Syriani, syrisch Dayr al-Suryān) ist ein heute koptisch-orthodoxes Kloster im Wadi Natrun (Sketis), im Bezirk Beheira von Ägypten. Es liegt nur etwa 500 Meter nordwestlich des älteren St.-Pischoi-Klosters. Eigentlicher kirchlicher Name ist „Kloster der Gottesgebärerin“, der bekanntere jedoch „Syrer-Kloster“, da es von syrischen Mönchen gegründet und über Jahrhunderte genutzt wurde.

## Geschichte
Das Gründungsdatum des Deir el-Surian ist nicht bekannt, vermutlich entstand es im 6. Jahrhundert. Sein Bau wurde 818/19 vollendet. Erste führende Gestalten waren die Mönche Abraham, Joseph und Jakob, der Herkunft nach Syrer, stammend aus der Gegend von Tagrit im Maphrianat. Den Bedürfnissen der Kommunität entsprechend war die Bibliothek des Klosters reich ausgestattet mit syrischen Handschriften, teils importiert, teils vor Ort im Kloster kopiert. Zahlreiche Manuskripte (etwa 250) brachte 932 dessen Abt Moses von Nisibis von seiner Bagdadreise mit; er trug auch zur weiteren Ausstattung der Klosterkirche bei. Zahlreiche aus dem Syrerkloster entliehene Handschriften ließ der syrisch-orthodoxe Patriarch Michael d. Gr. († 1199) im Barsauma-Kloster abschreiben. Bedeutendster Abt des Mittelalters war Ǫuryaǫos Mar Seweros (ca. 1489–1516) aus dem Libanon. Unter ihm besuchte Mor Gregorios, syrisch-orthodoxer Metropolit von Jerusalem, das Kloster und erstellte eine Liste des Bücherbestandes. Die letzte im Kloster noch in syrischen Lettern (jetzt Garschuni) geschriebene Handschrift (Vat. syr. 524) datiert von 1631. Bald darauf endete die Präsenz syrischer Mönche und wurde das Kloster ganz von Kopten übernommen. Der syrische Bibliotheksbestand wurde mit der Zeit zerstreut. Zwischen 1839 und 1851 erwarb das Britische Museum (heute British Library, London) daraus rund 500 syrische Handschriften.

## Andere Klöster der Sketischen Wüste
- Das Kloster des Heiligen Pischoi
- Das Kloster des Heiligen Makarios des Großen